# Malachia di Armagh
Malachia O'Morgair (in medio irlandese: Máel Máedóc Ua Morgair, in irlandese moderno: Maelmhaedhoc Ó Morgair, in latino: Malachias; Armagh, 1095 – Abbazia di Clairvaux, 2 novembre 1148) è stato un abate e arcivescovo cattolico irlandese, titolare dell'arcidiocesi di Armagh. 
Fu proclamato santo da papa Clemente III, il 6 luglio 1190.
La devozione dei fedeli gli attribuisce diversi miracoli e una visione riguardante l'identità degli ultimi papi, la cosiddetta Profezia sui papi.

## Biografia
Bernardo di Chiaravalle lo descrive come nobile di nascita. Venne battezzato come Máel Máedóc (nome che venne tradotto come "Malachia") e venne istruito da Imaro (Imhar O'Hagan), successivamente abate di Armagh. Dopo un lungo corso di studi venne ordinato sacerdote da Celso di Armagh (Cellach) nel 1119. Allo scopo di perfezionarsi nella liturgia sacra e nella teologia, si recò a Lismore, dove spese quasi due anni sotto la guida di Malchus. Venne quindi scelto come abate di Bangor, nel 1123. Un anno dopo, venne consacrato vescovo di Connor, e nel 1132 venne promosso arcivescovo di Armagh.
Bernardo ci fornisce molti aneddoti interessanti su Malachia, e loda grandemente il suo zelo per la religione, sia a Connor sia ad Armagh. Nel 1127 compie una seconda visita a Lismore, dove agisce per un certo periodo come confessore di Cormac MacCarthy, principe di Desmond. Quando era vescovo di Connor continuò a risiedere a Bangor, e quando alcuni principi irlandesi saccheggiarono Connor, egli portò i monaci di Bangor a Iveragh, nella Contea di Kerry, dove vennero accolti da Cormac, ora diventato re. Alla morte di Celso (che venne sepolto a Lismore nel 1129), Malachia venne nominato arcivescovo di Armagh, incarico che accettò con grande riluttanza. A causa di intrighi, non fu in grado di prendere possesso della sua sede se non due anni più tardi; anche allora dovette acquistare il Bachal Isu (il bastone di Gesù) da Niall, il primate laico usurpatore.
L'influenza di Malachia nelle questioni ecclesiastiche irlandesi è stata paragonata a quella di Bonifacio in Germania. Egli riformò e riorganizzò la Chiesa irlandese e la portò ad essere sottoposta a Roma; come Bonifacio, fu un riformatore zelante e un promotore del monachesimo.
Durante i tre anni ad Armagh, come scrive san Bernardo di Chiaravalle, Malachia ripristinò la disciplina nella Chiesa, diventata sempre più rilassata durante il periodo di governo di una serie di abati laici, e adottò la liturgia romana. Proseguendo nel racconto di Bernardo, avendo estirpato la barbarie e ristabilito la morale cristiana, vedendo che tutto era tranquillo, iniziò a pensare alla sua pace personale. Lasciò Armagh nel 1138, e fece ritorno a Connor, dividendo la sede in Down e Connor, e mantenendo la prima. Malachia fondò un priorato a Downpatrick, e condusse un'incessante opera episcopale. All'inizio del 1139 viaggiò fino a Roma, attraversando Scozia, Inghilterra, e Francia, e visitando Bernardo a Chiaravalle. Fece a papa Innocenzo II richiesta del pallio per le sedi di Armagh e Cashel, e venne nominato legato pontificio per l'Irlanda. Nella visita a Chiaravalle durante il viaggio di ritorno, ottenne cinque monaci per fondare, in Irlanda, la grande Abbazia di Mellifont, nel 1142, che ebbe come superiore un irlandese, Christian. Malachia intraprese un secondo viaggio verso Roma, nel 1148, ma al suo arrivo a Chiaravalle si ammalò, e morì tra le braccia di Bernardo il 2 novembre.

## Culto
San Malachia viene festeggiato dalla Chiesa cattolica il 3 novembre, per non sovrapporsi alla celebrazione dei defunti.

## La "profezia" sui papi
La Profezia sui papi è un elenco di 112 brevi frasi in latino che pretendono di descrivere tutti i pontefici della Chiesa cattolica a partire da papa Celestino II (eletto nel 1143) e fino ad arrivare ad un papa di là da venire, descritto nella profezia come "Pietro il Romano", il cui pontificato finirà con la distruzione di Roma e con il Giudizio universale.
Nel testo di Malachia papa Benedetto XVI sembra essere l'ultimo papa prima dell'elezione di Pietro il romano; alcune particolarità del testo lasciano aperta la possibilità che i due papi non siano consecutivi, potrebbero essercene quindi altri in mezzo, su cui Malachia non ha fornito indicazioni. L'argomentazione è però incerta, stante la consecutività dei precedenti.
Secondo l'autore S.M. Olaf, la profezia andrebbe collegata ai medaglioni papali presenti nella Basilica di San Paolo Fuori le Mura. Partendo dal medaglione di Celestino II fino a quello di Benedetto XVI, prima dei lavori di ampliamento, si contavano 111 medaglioni più due posti vuoti. Pertanto se questa ipotesi fosse corretta, implicherebbe che Papa Francesco debba essere il penultimo Pontefice, e il suo successore sarebbe l'ultimo. Soltanto dopo quest'ultimo Papa verrebbe il tempo di "Pietro il Romano". Non è detto però che "Pietro il Romano" debba essere per forza un Papa; è possibile che si tratti di qualcuno che ne faccia le veci durante il periodo di sede vacante.
Non si deve comunque dimenticare che siamo in presenza di argomenti parascientifici e il peso delle argomentazioni pro e contro dipende dalla disponibilità individuale verso questi temi.
La profezia è apparentemente basata su una visione avuta da Malachia durante il primo viaggio a Roma nel 1139. Avrebbe riportato per iscritto le visioni e consegnato il manoscritto a Innocenzo II, che avrebbe buttato la profezia fra i tanti documenti accumulati nell'Archivio Vaticano o l'avrebbe nascosta perché nessuno la leggesse.

### Valutazione critica delle profezie attribuite a san Malachia
In realtà, sembra dimostrato, con argomenti storico-filologici, che le cosiddette profezie di san Malachia non solo non furono affatto scritte dal santo vescovo d'Armagh, ma sono anzi l'opera interessata, e molto più recente, d'un falsario.
Come ricorda l'erudito bibliotecario Giuseppe Fumagalli, le presunte profezie furono pubblicate per la prima volta dal benedettino Arnoldo Wion, nel I volume del suo Lignum vitae, ornamentum et decus Ecclesiae (Venezia, 1591). In séguito, esse sono state spesso riprodotte (nonostante la condanna dei papi).
«È quasi certo - commenta il Fumagalli - che codesta scrittura è apocrifa», cioè non autentica: con tutta probabilità essa fu composta durante il conclave dal quale uscì eletto papa Gregorio XIV (Niccolò Sfondrati), nell'anno 1590. Si trattò, a quanto sembra, d'un tentativo di favorire uno dei papabili, il cardinal Girolamo Simoncelli, orvietano. Ora, è noto che nelle profezie ogni papa è indicato da una breve frase allegorica, che dovrebbe alludere alla sua patria, al suo cognome, al suo stemma o a qualche circostanza o fatto notevole del suo pontificato. Ebbene, è facile osservare che, per tutti i papi che precedettero Gregorio XIV, la frase è assai calzante, e l'identificazione precisa; in séguito, invece, l'identificazione è possibile, perlopiù, solo a condizione di acrobazie interpretative nient'affatto convincenti.
Inoltre, altro ovvio motivo di sospetto è il fatto che, per quattro secoli, nessuno avesse mai saputo nulla del documento. Anche nella dettagliata biografia di Malachia scritta da Bernardo di Chiaravalle, grande amico di Malachia, la profezia non viene minimamente menzionata.
Luigi Fumi attribuì la compilazione di queste pseudoprofezie a un noto falsario, Alfonso Ceccarelli, decapitato, appunto per i suoi falsi, nel 1583.

## Riferimenti nella cultura di massa
San Malachia e la sua profezia ricoprono una parte importante nel romanzo del 2009 La chiave dell'Apocalisse, scritto dallo statunitense James Rollins. San Malachia appare inoltre nel prologo del romanzo del 2011 Il marchio del diavolo, scritto dallo statunitense Glenn Cooper, del quale la profezia è un argomento centrale.

## Successione apostolica
La successione apostolica è
- Arcivescovo Giolla Josa (1137)